# Cerkiew Świętych Apostołów Piotra i Pawła w Wasilkowie
Cerkiew pod wezwaniem Świętych Apostołów Piotra i Pawła – prawosławna cerkiew parafialna w Wasilkowie. Należy do dekanatu Białystok diecezji białostocko-gdańskiej Polskiego Autokefalicznego Kościoła Prawosławnego.
Świątynia położona jest przy ulicy Adama Mickiewicza 17, przy drodze z Białegostoku do Grodna.

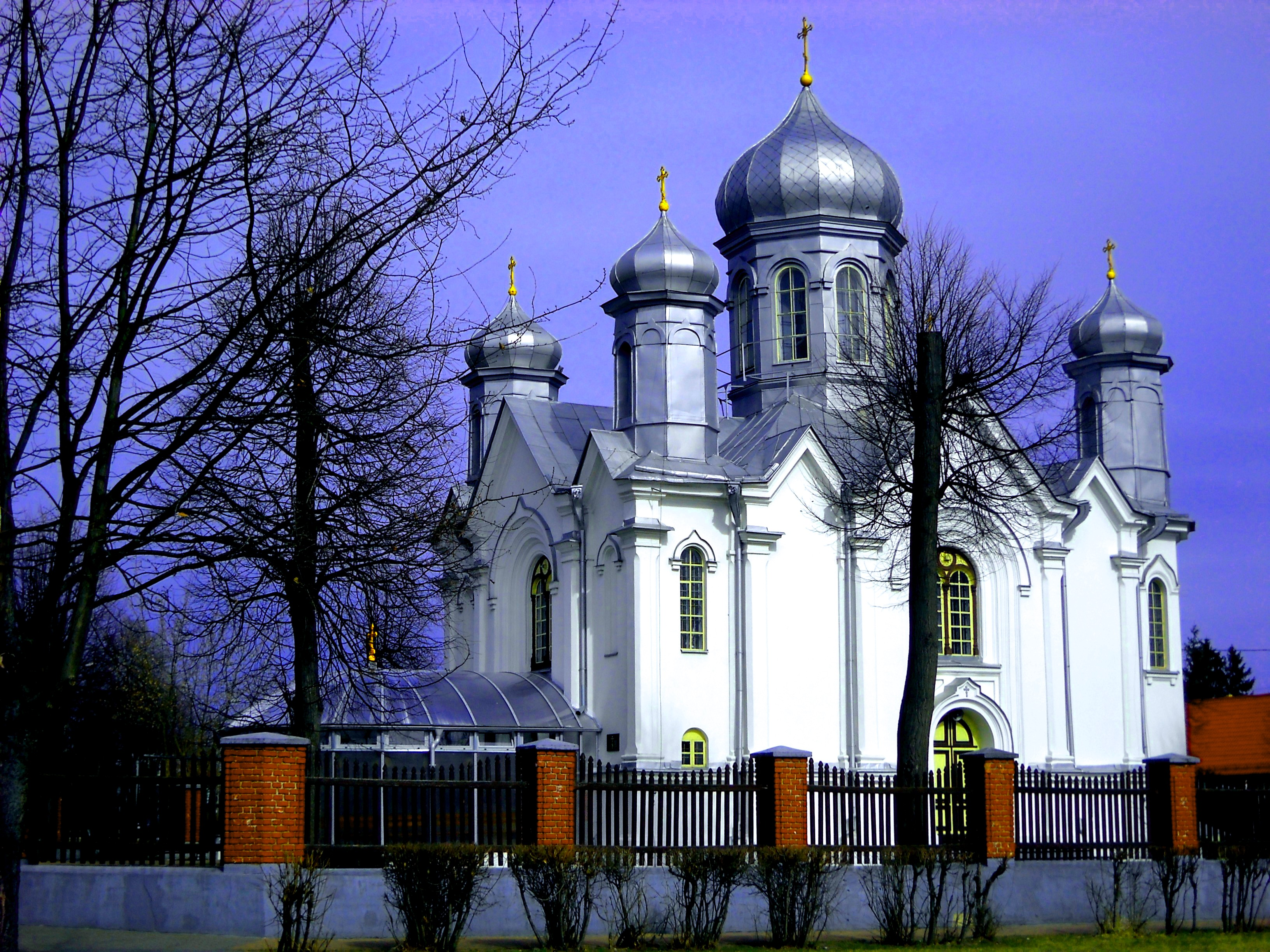

Pierwsze wzmianki o jeszcze drewnianej cerkwi pochodzą z 1566. Obecna murowana została wybudowana w 1853 w stylu bizantyjsko-ruskim. Wewnątrz znajduje się zabytkowy ikonostas z 1836. Budynek postawiono na podmokłym terenie, dlatego grunt umocniono drewnianymi palami i kamieniami na zaprawie wapiennej.
Dwadzieścia lat po postawieniu cerkwi zbudowano późnoklasycystyczną zabytkową bramę o unikalnej architekturze, będącą jednocześnie cerkiewną dzwonnicą. 
Poświęcenie cerkwi miało miejsce 22 maja 1853 przez biskupa wileńskiego Józefa.
W 1866 w cerkwi umieszczono kopię cudownej ikony Matki Bożej ze Świętej Wody, zwaną też Matką Boską Wasilkowską. W 1867 cerkiew uległa częściowemu spaleniu, a rok później przez uderzenie pioruna spłonęła doszczętnie. Ogień był tak gorący, że stopił nawet kościelne dzwony. W 1871 był gotowy projekt nowej cerkwi. Odbudowa zakończyła się w 1875, a poświęcenie miało miejsce 8 września tegoż roku.
W 2007 r., ze względu na zwiększającą się liczbę wiernych, do cerkwi dobudowano przedsionek o powierzchni 50 m².
Cerkiew z dzwonnicą wpisano do rejestru zabytków 19 listopada 1993 pod nr A-506. Proboszczem parafii jest ksiądz Anatol Hajduczenia.